# Оулафсфьордюр
О́улафсфьордюр (исл. Ólafsfjörður) — город в Исландии.
Город Оулафсфьордюр расположен на северном побережье Исландии, на берегу Оулафс-фьорда, западного рукава Эйя-фьорда, выходящего в Гренландское море. Город лежит на полуострове Трёдласкаги в 35 километрах северо-западнее города Акюрейри. Административно входит в общину Фьядлабиггд региона Нордюрланд-Эйстра. Численность населения города составляет 946 человек (на 2006 год). Основным занятием жителей является рыболовство и рыбопереработка. Морской порт Оулафсфьордюра служит базой для рыболовецких флотилий.
Расстояние до столицы страны Рейкьявика от Оулафсфьордюра составляет 414 километров. Для упрощения транспортного сообщения в 1991 году от города в южном направлении был прорыт туннель Мулагёйнг длиной в 3,5 километра.

## Города-побратимы
- Хиллерёд, Дания
- Карлскруна, Швеция
- Ловийса, Финляндия
- Хортен, Норвегия